# Władimir Propp
Władimir Jakowlewicz Propp (ros. Владимир Яковлевич Пропп, ur. 17 kwietnia?/29 kwietnia 1895 w Sankt Petersburgu, zm. 22 sierpnia 1970 w Leningradzie) – rosyjski literaturoznawca.

## Wiadomości ogólne
Reprezentant szkoły rosyjskich formalistów, bardzo rozszerzył ich metodę. Zajmował się strukturami narracyjnymi. Sławę przyniosła mu analiza struktury baśni ludowych (tzw. bajki magicznej) – początkowo jednak nie wykraczała ona poza Rosję. Dopiero odkrycie jego epokowej pracy przez francuskich strukturalistów na czele z Lévi-Straussem, który zachwycił się jego analizą, rozpoczęło światową karierę jego książki.

## Analiza bajki Proppa
Propp tak opisał strukturę baśni ludowej (bajki magicznej):

### Postaci
Działa w niej kilka typów postaci:
- bohater
- przeciwnik
- donator (osoba poddająca bohatera próbie)
- pomocnik
- królewna lub jej ojciec
- osoba wysyłająca
- fałszywy bohater

Są to określenia umowne, na podstawie najczęściej występujących przypadków. W jakiejś konkretnej bajce może to być np. ktoś inny niż królewna czy jej ojciec, ale pełni tę samą funkcję.

### Funkcje
Postaci te dokonują w narracji pewnych konkretnych posunięć decydujących o tym, że są właśnie postacią danego rodzaju. Te działania, formy aktywności, to funkcje:
1. odejście
2. zakaz
3. naruszenie zakazu
4. wywiadywanie się przeciwnika
5. udzielenie mu informacji o bohaterze
6. podstęp
7. wspomaganie
8. szkodzenie (lub brak kogoś albo czegoś)
9. pośredniczenie
10. rozpoczynające się przeciwdziałanie
11. wyprawa
12. pierwsza funkcja donatora
13. reakcja bohatera
14. przekazywanie środka magicznego
15. przemieszczenie przestrzenne między dwoma królestwami
16. walka
17. naznaczenie bohatera znamieniem
18. zwycięstwo
19. likwidacja wcześniej zaistniałego braku czegoś
20. powrót bohatera
21. prześladowanie bohatera
22. ocalenie bohatera od pościgu
23. nie rozpoznane przybycie
24. roszczenia fałszywego bohatera
25. trudne zadanie
26. wykonanie trudnego zadania
27. rozpoznanie
28. zdemaskowanie
29. transfiguracja
30. ukaranie
31. wesele

Nie wszystkie są równie niezbędne, zdarzają się bajki bez niektórych, zdarzają się pewne różnice w kolejności funkcji, ale niektóre, najważniejsze funkcje, występują zawsze.

## Znaczenie odkryć Proppa
Obecnie analiza Proppa jest wykorzystywana do różnorodnych badań nad różnymi systemami kultury, zwłaszcza nad kulturą masową. Stanowi podstawę wielu analiz narracji filmowych i telewizyjnych, np. seriali kryminalnych, a także podstawę lub punkt wyjścia innych teorii narratologicznych.

### Prace Proppa
- Morfologia bajki, przeł. Wiesława Wojtyga-Zagórska, Warszawa 1976.
- Nie tylko bajka, przeł. Danuta Ulicka, Warszawa 2000.
- Historyczne korzenie bajki magicznej, przeł. Jacek Chmielewski, Warszawa 2003.
- Morfologia bajki magicznej, przeł. Paweł Rojek, Kraków 2011.
- O komizmie i śmiechu, przeł. Paulina M.E. Knyż, Kraków 2016.
- Russkij georiceskij epos, Leningrad 1955.
- Russkije agrarnyje prazdniki, Moskwa 1963.
- Folklor i dieistwitjelnost', Moskwa 1976.
- Poetika folklora, Moskwa 1998.
- Russkaja skazka, Moskwa 2000.
- Skazka. Epos. Piesnia, Moskwa 2001.
- Folklor. Literatura. Istoria, Moskwa 2002.

### Prace innych autorów związane z koncepcjami Proppa
- Claude Lévi-Strauss, Analiza morfologiczna bajki rosyjskiej, „Pamiętnik Literacki” 1968 (rocznik LIX) nr 4, s. 267–284.
- R. Silverstone, The Message of Television: Myth and Narrative in Contemporary Culture, London 1981.
- D. Giles, A Structural Analysis of the Police Story, [w:] American Television Genres, red. S. Kaminsky, J.H. Mahn, Chicago, 1986, s. 67–84.
- A.A. Berger, Semiotics and TV, [w:] Understanding Television. Essays on Television as a Social and Cultural Force, red. R.P. Adler, New York 1981, s. 91–114.
- S. Kozloff, Teoria narracji a telewizja, [w:] Teledyskursy. Telewizja w badaniach współczesnych, red. R.C. Allen, red. wyd. pol. A. Gwóźdź, Kielce 1998.
- B. Świętochowska, Titanic Jamesa Camerona jako bajka magiczna, „Kwartalnik Filmowy” 2001 nr 34 (94), s. 63–76.
- D. Olshansky The Birth of Structuralism from the Analysis of Fairy-Tales [w:] Toronto Slavic Quarterly, No. 25, 2008.